# Explizites Wissen
Der Begriff Explizites Wissen (explizit = ausdrücklich, ausführlich) wurde 1966 im Klassifikationssystem von Michael Polanyi im Gegensatz zum Begriff Implizites Wissen als kodiertes und deshalb mittels Zeichen (Sprache, Schrift) kommunizierbares Wissen verstanden. Es ist das versprachlichte Regel- und Faktenwissen, also etwa Anleitungen, Abhandlungen und Dokumentationen im weitesten Sinn.
Beispiel: Wissenschaftliche Erkenntnisse werden in der Regel in einer systematischen (formalen) Sprache verfasst und über Veröffentlichungen kommuniziert. Dieses explizite Wissen kann aufgrund der kodierten Form durch beliebige Medien gespeichert, verarbeitet und übertragen werden.
In Organisationen (z. B. Unternehmen) ist man bestrebt, sowohl das verbalisierbare explizite Wissen als auch das in den Köpfen (Gedächtnis) existierende implizite Wissen nutzbar zu machen. Dazu werden häufig so genannte Knowledge Management Systeme benutzt.